# Мері Бедфорд
Ме́рі Бе́дфорд (англ. Marie Bedford; 27 березня 1907 — 8 вересня 1997) — південноафриканська плавчиня, бронзова призерка літніх Олімпійських ігор 1928 року.
Учасниця літніх Олімпійських ігор 1928 року в Амстердамі (Нідерланди). Брала участь у змаганнях з плавання на дистанції 400 метрів вільним стилем, де вибула у першому ж колі. У складі жіночої четвірки разом з Кетлін Рассел, Родою Ренні та Фредді ван дер Гус виборола бронзову олімпійську медаль в естафеті 4×100 метрів вільним стилем з результатом 5:13.4.